# Stefan Sagmeister

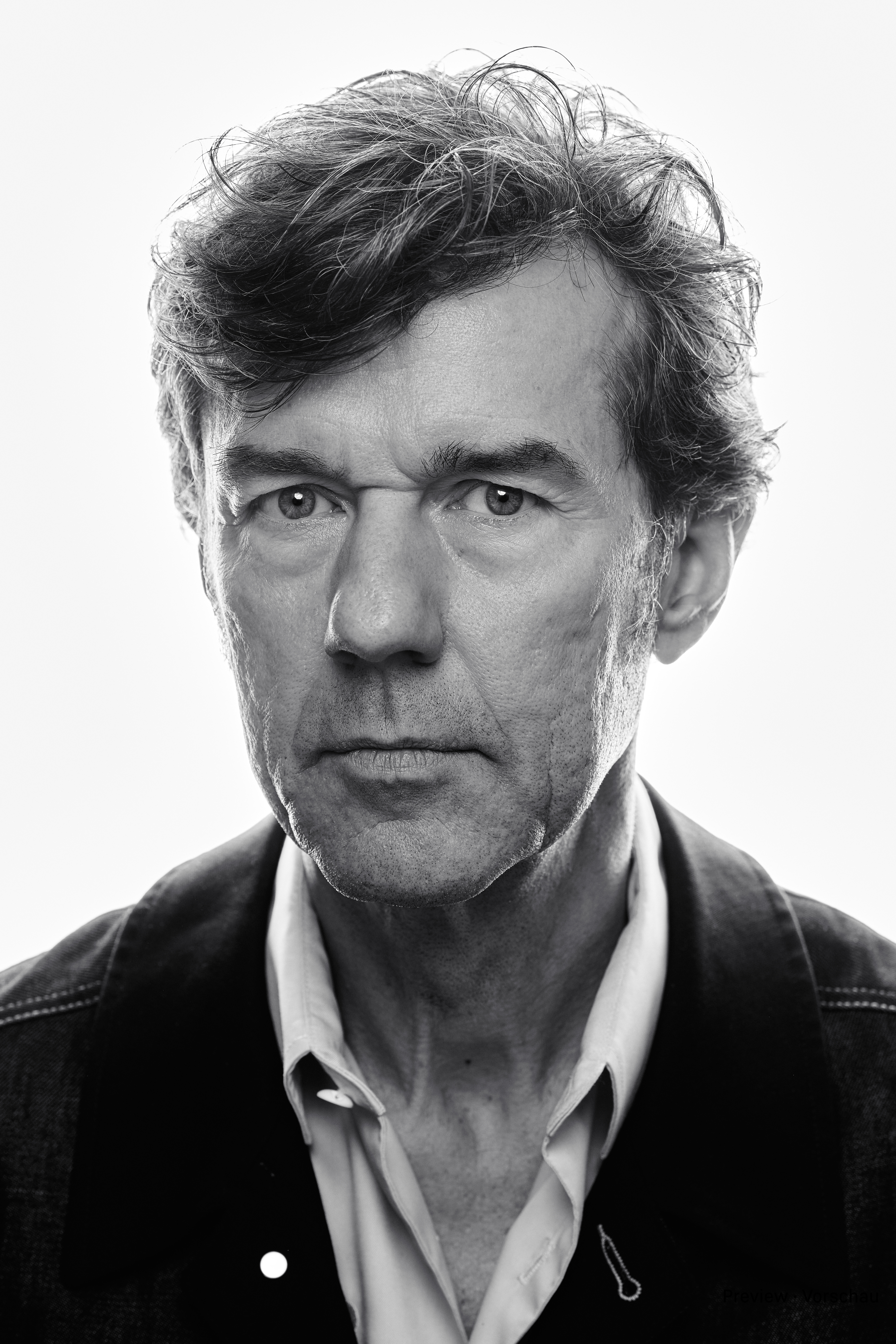
Stefan Sagmeister (2024)

Stefan Sagmeister (Bregenz, 6 augustus 1962) is een Oostenrijks grafisch ontwerper en typograaf. Hij woont en werkt in New York.

## Leven en werk
Sagmeister studeerde aan de Universiteit voor Toegepaste Kunst in Wenen. Daarna ontving hij een Fulbright-beurs en studeerde hij verder aan het Pratt Institute in New York. Op 29-jarige leeftijd verhuisde hij naar Hongkong om bij reclamebureau Leo Burnett te gaan werken. In 1993 keerde hij terug naar New York, waar hij korte tijd bij Tibor Kalmans reclamebureau M&Co werkte. Niet lang daarna stichtte hij daar zijn eigen bureau Sagmeister Inc.
In de loop van zijn carrière ontwierp hij enkele tientallen cd-covers, onder meer voor Lou Reed, The Rolling Stones, David Byrne, Aerosmith en Pat Metheny. In 1997 ontwierp hij affiches voor het American Institute of Graphic Arts (AIGA), het titelblad van het tijdschrift Print (maart/april 1996) en de New Yorkse uitgave van het Japanse designtijdschrift Idea. Sinds juni 2012 leidt hij samen met de ontwerper Jessica Walsh het bureau Sagmeister & Walsh.
Wat zijn typografie betreft, staat Sagmeister erom bekend consumptiegoederen als letters te gebruiken en te fotograferen. Een voorbeeld is de Wall of Bananas, een tentoonstellingsobject uit 2008.

## Prijzen
Sagmeister werd zes keer voor een Grammy genomineerd en won deze twee keer: voor de cd-covers voor "Once in a Lifetime" (Talking Heads) en "Everything That Happens Will Happen Today" (Brian Eno en David Byrne). In 2009 kreeg Sagmeister de Lucky Strike Designer Award, die een geldbedrag van 50.000 euro omvat. In 2013 behaalde hij het Gouden Ereteken van Verdienste voor de Republiek Oostenrijk.

## Tentoonstellingen
- 2001: Stealing Eyeballs in de Künstlerhaus Wenen
- 2002: Handarbeit in het Museum für angewandte Kunst (Wenen)[3]
- 2003: Handarbeit in het Museum für Gestaltung (Zürich)
- 2003: Sagmeister Inc. On a Binge in de DDD Gallery (Tokio)
- 2015: Stefan Sagmeister: The Happy Show in het Museum für angewandte Kunst (Wenen)
- 2016: Stefan Sagmeister: The Happy Show in het Museum Angewandte Kunst (Frankfurt am Main)
- 2018/2019: Sagmeister & Walsh: Beauty in het Museum für angewandte Kunst (Wenen)[4]

## Filmografie
- 2016: The Happy Film (documentaire)